# Кищинский сельсовет
Кищинский сельсовет  — административно-территориальная единица и муниципальное образование со статусом сельского поселения в Дахадаевском районе Дагестана Российской Федерации.
Административный центр — село Кища.

## Население
| 2002  | 2010  | 2012  | 2013  | 2014  | 2015  | 2016  |
| ----- | ----- | ----- | ----- | ----- | ----- | ----- |
| 3612  | ↘3030 | ↘2990 | ↘2927 | ↘2864 | ↗2885 | ↗2893 |
| 2017  | 2018  | 2019  | 2020  | 2021  | 2023  | 2024  |
| ↘2888 | ↗2903 | ↘2866 | ↗2875 | ↘2718 | ↘2711 | ↘2703 |
| 2025  |       |       |       |       |       |       |
| ↗2735 |       |       |       |       |       |       |

## Состав
| № | Населённый пункт | Тип населённого пункта       | Население |
| - | ---------------- | ---------------------------- | --------- |
| 1 | Кища             | село, административный центр | ↗2735     |
| 2 | Шулерчи          | село                         | →0        |